# Luís Boa Morte
Luís Boa Morte (Lisabon, 4. kolovoza 1977.) je portugalski nogometni trener, umirovljeni nogometaš i bivši nacionalni reprezentativac. S londonskim Arsenalom je 1998. godine osvojio dvostruku krunu dok je s Portugalom bio četvrti na Svjetskom prvenstvu 2006. Danas radi kao trener juniorske momčadi Sporting Lisabona.

## Karijera

### Klupska karijera
Boa Morte je rođen u Lisabonu kao dijete roditelja emigranata iz otočne države Sveti Toma i Princip. Igrač je karijeru započeo u juniorima gradskog velikana Sportinga. Ondje je prepoznat njegov talent tako da ga 1997. kupuje engleski Arsenal za 1,75 milijuna funti. Ujedno je bio prvi igrač kojeg je u klub doveo tada novi trener Arsène Wenger.
Za londonsku momčad je debitirao 23. kolovoza 1997. u susretu protiv Southamptona gdje je ušao u igru kao zamjena. Tijekom te Arsenalove trofejne sezone (1997./98.), igrač je skupio 15 prvenstvenih nastupa te četiri nastupa u FA Kupu. U dvije sezone u klubu, Boa Morte je uglavnom korišten kao rezerva te je zbog toga u kolovozu 1999. prešao u Southampton.
Ondje je već u drugoj utakmici protiv Middlesbrougha isključen nakon prekršaja u kaznenom prostoru. Kazneni udarac je realizirao Paul Gascoigne čime je Boro pobijedio s tijesnih 3:2. Tijekom siječnja 2000. godine klub preuzima Glenn Hoddle koji odmah izbacuje Luísa iz prve momčadi. Zbog toga je sezonu 2000./01. proveo na posudbi kod tadašnjeg drugoligaša Fulhama. Ondje je bio ključna karika kluba koji je uspio osvojiti prvenstvo i time izboriti plasman u Premier ligu. Tada je u 39 prvenstvenih nastupa zabio 18 pogodaka. Zbog toga su ga čelnici kluba odlučili zadržati dok ga je matični Southampton pokušavao vratiti još tijekom posudbenog roka.
Prve dvije sezone u Premier ligi bile su loše za napadača jer nije mogao prikazati napadačku učinkovitost kao primjerice u Championshipu. Nakon toga počeo je popravljati statistiku te je proglašen klupskim igračem sezone (2004./05.). Tada je i dobio nadimak "Mrtva zmija" (eng. Dead snake) kao aludacija na njegovo prezime. Tijekom kolovoza 2005. igrača se povezivalo s Newcastle Unitedom ali on je ostao vjeran Fulhamu gdje je bio i kapetan.
19. ožujka 2006. tijekom zapadno-londonskog derbija protiv Chelseaja, Boa Morte je zabio jedini pogodak u 1:0 pobjedi nad gradskim rivalom na domaćem Craven Cottageu. Pred kraj karijere u Fulhamu pala mu je forma ali je svejedno ondje imao kultni status.
Tijekom zimskog prijelaznog roka u siječnju 2007., Boa Mortea za nepoznat iznos dovodi West Ham United, njegov treći londonski klub u igračkoj karijeri. Vjeruje se da je iznos transfera iznosio pet milijuna funti. Luís je za Čekićare debitirao u utakmici FA Kupa protiv niželigaša Brighton & Hove Albiona dok je u sljedećem prvenstvenom susretu protiv bivšeg Fulhama asistirao za dva pogotka. Prvi gol za klub zabio je u gostujućoj 3:0 pobjedi protiv Wigana.
Nakon četiri sezone u klubu, Portugalac u kolovozu 2011. napušta Englesku te potpisuje dvogodišnji ugovor s grčkom Larissom. Ondje se pridružio treneru Chrisu Colemanu koji ga je vodio u Fulhamu. Boa Morte je u klub doveden zbog visokih ambicija Larisse u grčkom prvenstvu ali ga je napustio nakon svega pet mjeseci zbog financijskih problema. Tada ga se povezivalo s južnoafričkim klubovima Kaizer Chiefs i Orlando Pirates što se u konačnici pokazalo točnim jer je 24. siječnja 2012. predsjednik Orlanda, Irvin Khoza, potvrdio da je Boa Morte potpisao ugovor na godinu i pol s klubom. Međutim, ondje je ostao kraće nego u Larissi te se nakon toga vraća u Englesku gdje je bio na probi u Portsmouthu.
10. listopada 2012. potpisuje za niželigaša Chesterfielda te je pritom izjavio: "Najvažnija stvar za mene je da igram nogomet". Nakon što mu u siječnju 2013. nije produžen postojeći ugovor, Boa Morte je ostao bez klupskog angažmana.
Posljednji klub za koji je Luís Boa Morte igrao bio je Four Marks nakon čega se igrački umirovio. Prekidom igračke karijere, počeo je raditi kao trener mlade momčadi Fulhama u kojem je proveo značajan dio svoje karijere.

### Reprezentativna karijera
Zbog odličnih igara u Fulhamu, Boa Morte je 2001. godine dobio poziv u portugalsku reprezentaciju te je za nju debitirao u travnju u susretu protiv Francuske. Jedini pogodak za nacionalnu selekciju zabio je u studenom iste godine u prijateljskoj utakmici protiv Angole. Taj susret je postao poznat i po tome što je morao biti prekinut nakon što su Angolci ostali sa svega šest igrača na terenu.
Unatoč impresivnoj sezoni na klupskoj razini (2003./04.), tadašnji izbornik Scolari nije ga uvrstio na popis reprezentativaca za EURO 2004. Scolari ga je tek kasnije pozvao na Svjetsko prvenstvo 2006. gdje je Portugal izgubio u utakmici za treće mjesto protiv domaćina Njemačke.
Nakon toga uslijedio je reprezentativni post od tri godine a u nacionalnu selekciju ga je uveo tek Carlos Queiroz kod kojeg je debitirao 6. lipnja 2009. u gostujućoj 2:1 pobjedi protiv Albanije u sklopu kvalifikacija za Svjetsko prvenstvo 2010. Nakon četiri dana igrao je i u kvalifikacijama protiv Estonije što mu je u konačnici bila i posljednja reprezentativna utakmica.

#### Pogoci za reprezentaciju
| #  | Datum              | Mjesto                                   | Protivnik | Pogodak | Rezultat | Natjecanje            |
| -- | ------------------ | ---------------------------------------- | --------- | ------- | -------- | --------------------- |
| 1. | 14. studenog 2001. | Estádio José Alvalade, Lisabon, Portugal | Angola    | 4 : 1   | 5 : 1    | Prijateljska utakmica |

## Osvojeni trofeji

### Klupski trofeji
| Klub     | Trofej              | Sezona / godina |
| Engleska | Engleska            | Engleska        |
| -------- | ------------------- | --------------- |
| Arsenal  | Premier liga        | 1997./98.       |
| Arsenal  | FA Kup              | 1998.           |
| Arsenal  | FA Community Shield | 1999.           |
| Fulham   | Engleska druga liga | 2000./01.       |

### Ordeni
Ordem de Nossa Senhora da Conceição de Vila Viçosa: 2006.

## Vanjske poveznice
- National Football Teams.com